# Hipódromo de La Plata

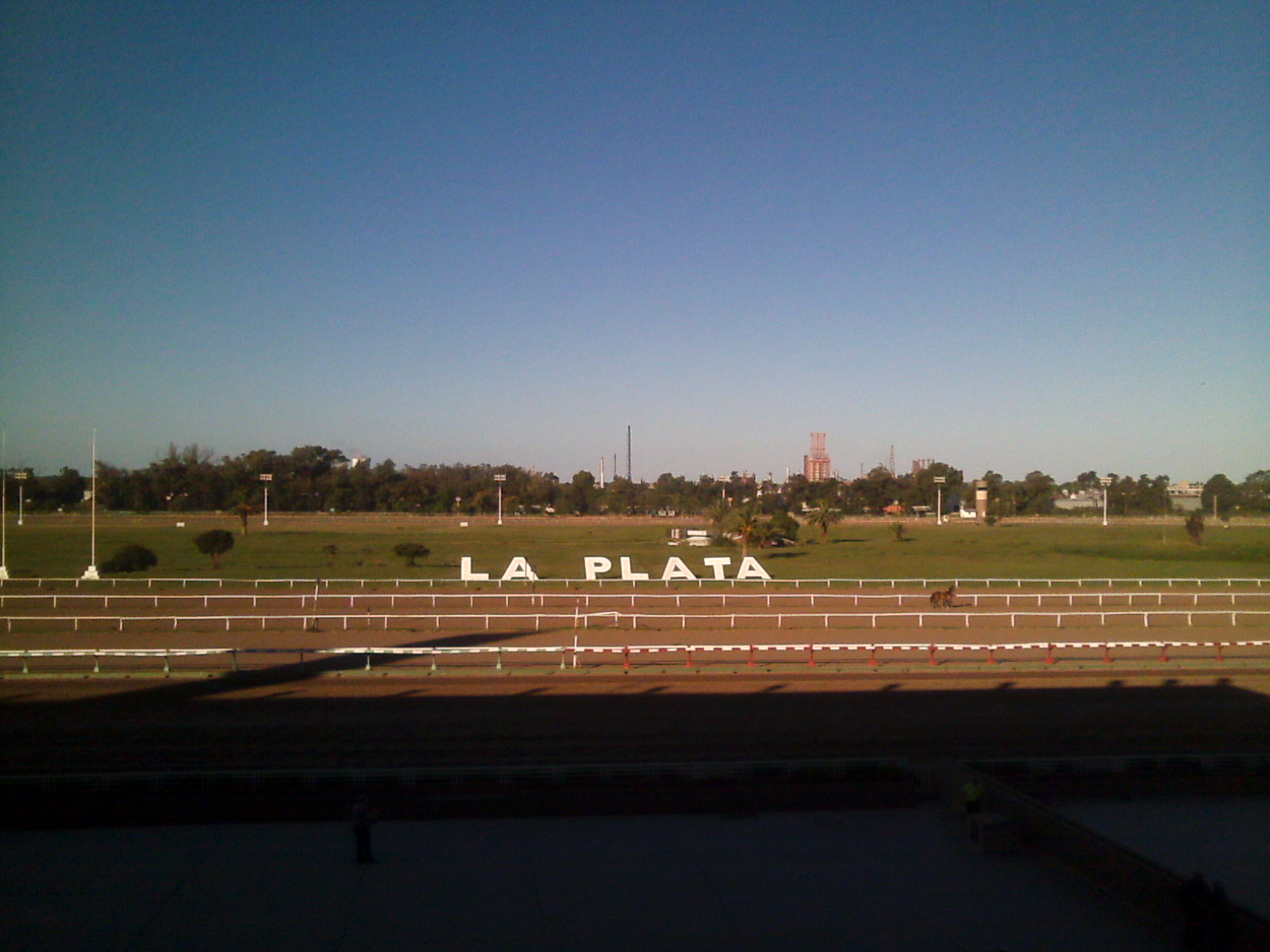
Vista general desde tribuna Paddock.

El Hipódromo de La Plata está ubicado en la ciudad de La Plata, provincia de Buenos Aires, Argentina. Cuenta con cuatro pistas de arena, la pista principal tiene una extensión de 2.000 metros por 27 de ancho. 
En el Hipódromo de La Plata se disputan 124 reuniones de carreras al año, por lo general, todos los martes, jueves y algunos domingos.

## Historia
Desde antes de la fundación de La Plata, en 1882, ya se disputaban carreras de caballos reglamentarias, y aún antes en el Camino Blanco (actual Camino Rivadavia, parte de la Ruta Provincial 13 en el partido de Ensenada) se corrían carreras con ejemplares criollos. Sin embargo, el origen del hipódromo se remonta al 11 de diciembre de 1882 cuando el fundador de la ciudad y por entonces Gobernador de la Provincia de Buenos Aires, Juan José Dardo Rocha, firmó un decreto por el cual se creaba una comisión con el objeto de crear un circo de carreras en la nueva ciudad.
El emplazamiento elegido para tal efecto se encontraba en las cercanías del Ferrocarril Roca y del Paseo del Bosque, en un predio de propiedad de Martín Iraola. Se encargó la construcción del recinto al ingeniero español Joaquín Maqueda, comenzando la construcción en diciembre de 1882.
Dos años más tarde, el 14 de septiembre de 1884 se inauguró oficialmente el Hipódromo de La Plata ante una asistencia de 4000 personas. En dicha jornada se disputaron el Premio Inauguración y el Gran Premio Ciudad de La Plata.
En 1885, se comenzó la construcción de nuevas caballerizas, palcos para el público, servicios higiénicos, un restaurante y las oficinas de la administración. Reemplazando las rudimentarias instalaciones anteriores.
Originalmente la administración del recinto dependía de la Comisión de Fomento de Bosques, que presidía Carlos Monsalve, sin embargo, en 1904, el Jockey Club de La Plata bajo la conducción de Teodoro Varela se hizo cargo del hipódromo. 
En 1915, se comenzó a disputar el Gran Premio Internacional Dardo Rocha, la carrera más importante del calendario hípico platense. Se realiza cada 19 de noviembre, en el aniversario de la fundación de la ciudad.
En 1927 el Congreso Nacional, luego de la presentación de un Proyecto de Intervención Federal a la Provincia de Buenos Aires, prohibió el funcionamiento de hipódromos en toda la provincia, obligando al Hipódromo de La Plata a cerrar sus puertas. Luego de una apelación realizada por el Jockey Club ante la Suprema Corte de Justicia, el hipódromo reabrió sus puerta en 1930. En 1953 la Intervención Federal caducó la concesión entregada al Jockey Club, transfiriéndola a la Dirección Provincial de Hipódromos.
En 1964, en el Hipódromo de La Plata se inauguró el primer sistema de iluminación nocturna del país.
Luego de 25 años, en 1978 el Gobierno de la Provincia otorgó nuevamente la concesión del hipódromo al Jockey Club  por un período de 20 años. Sin embargo, la crisis financiera sufrida por el Jockey Club en 1983, obligó a una nueva licitación, en la cual se entregó la concesión a la empresa Hípica Argentina S.A., hasta 1997. Actualmente el hipódromo es administrado por la Lotería de la Provincia de Buenos Aires.
EL hipódromo alberga cuatro carreras de Grupo 1 en la escala internacional: el Gran Premio Internacional Dardo Rocha, el Gran Premio Joaquín V. González, el Gran Premio Provincia de Buenos Aires, y el Gran Premio Selección de Potrancas.

## Récords
| Distancia | Purasangre    | Jockey                                | Entrenador                 | Padre                    | Madre           | Fecha      | Tiempo   | Edad | Kilogramos |
| --------- | ------------- | ------------------------------------- | -------------------------- | ------------------------ | --------------- | ---------- | -------- | ---- | ---------- |
| 400m      | Bagarre       | -                                     | -                          | Estampido                | Glorieuse       | 10/11/1975 | 00:22:00 | -    | 55         |
| 800m      | Tato Key      | Altair Domingos                       | Diego Peña                 | Key Deputy (USA)         | Tatiana Cat     | 10/11/2016 | 00:44:28 | 2    | 55         |
| 1000m     | Magnanimo Vie | Mario L. Leyes                        | Carlos R. Funes            | Forestry (USA)           | La Belle Vie    | 21/10/2014 | 00:56:85 | 3    | 56         |
| 1100m     | Key Topic     | Franco D. Menéndez                    | Lucas N. Girat             | Key Deputy (USA)         | Topical         | 17/03/2020 | 01:02:83 | 4    | 57         |
| 1200m     | Try Twice     | Altair Domingos                       | José L. Toledo             | Hat Trick (JPN)          | Thasian         | 19/11/2016 | 01:09:34 | 6    | 59         |
| 1300m     | Little Gem    | Luis Vai                              | Nickel Filho               | Pure Prize (USA)         | Lideranza (USA) | 08/11/2018 | 01:14:92 | 4    | 57         |
| 1400m     | Suzzane       | Juan H. Doello                        | Horacio José Andrés Torres | Silver Planet            | ShHanna         | 07/11/2006 | 01:21:28 | 4    | 51         |
| 1500m     | Tornado Storm | Walter A. Aguirre                     | Isidoro L. San Millán      | Storm Surge (USA)        | Free Sisy       | 08/10/2015 | 01:27:69 | 4    | 58,5       |
| 1600m     | Lencelot      | Luciano Cabrera                       | Juan Carlos Etchechoury    | Sidney's Candy (USA)     | Lincay          | 20/01/2018 | 01:34:21 | 4    | 59         |
| 1700m     | Roberts Pen   | Miguel A. Franco Acosta               | Nahuel Orlandi             | Orpen (USA)              | Miss Roberts    | 26/05/2018 | 01:42:12 | 3    | 56         |
| 1800m     | Avriloy       | -                                     | -                          | Liloy                    | Jane Abril      | 23/09/1982 | 01:51:24 | -    | 56         |
| 2000m     | Mucha Chance  | Francisco Leandro Fernandez Gonçalves | Eduardo C. Tadei           | Freud (USA)              | My Chance       | 12/12/2017 | 02:01:23 | 4    | 57         |
| 2100m     | Aristocity    | Fernando D. Lemma                     | Roberto C. Sosa            | City West                | La Aristócrata  | 05/06/2011 | 02:08:45 | 7    | 60         |
| 2200m     | Black Humor   | -                                     | -                          | Incurable Optimist (USA) | Irreverencia    | 04/09/2007 | 02:14:70 | 4    | 55         |
| 2300m     | Calle Ocho    | Horacio J. Betansos                   | Rubén Eduardo Hahn         | Catcher In The Rye (IRE) | Arena Palm      | 26/07/2012 | 02:23:39 | 5    | 52         |
| 2400m     | Keane         | Eduardo Ortega Pavón                  | Lucas Francisco Gaitán     | Equal Stripes            | Krysia          | 19/11/2016 | 02:28:58 | 4    | 59         |
| 2500m     | Flautero      | -                                     | -                          | Fomento                  | Green Velvet    | 27/01/1965 | 02:37:60 | 4    | 55         |
| 2800m     | Poitiers      | Héctor C. Libré                       | Domingo E. Pascual         | Snow Tiger               | Poliana         | 04/02/1977 | 02:59:40 | 4    | 60         |
| 3000m     | Dart          | Elio Riso                             | -                          | Luxemburgo               | Dignisima       | 19/11/1968 | 03:09:80 | 3    | 49         |